# Sokół (Motorrad)

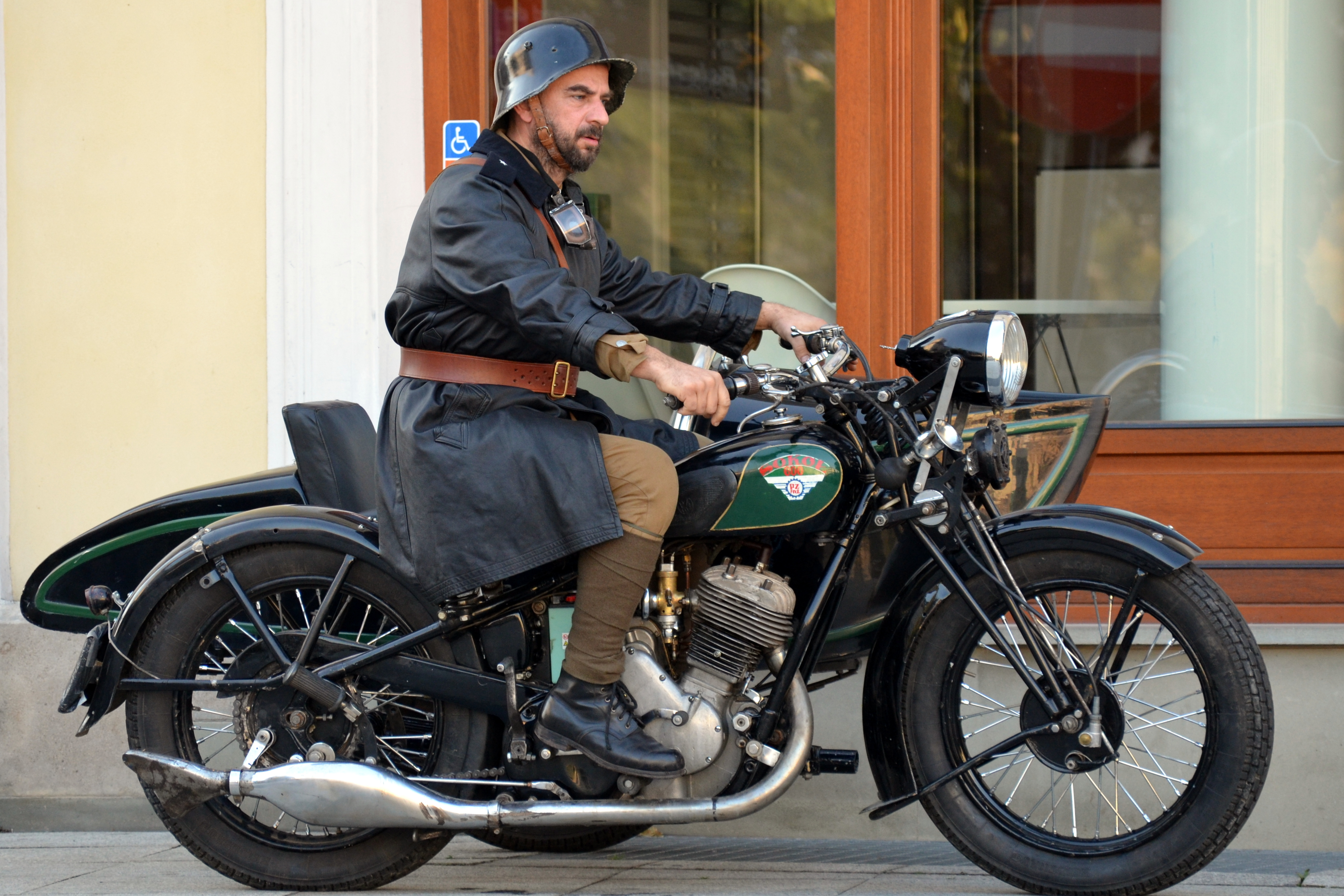
Sokół 600

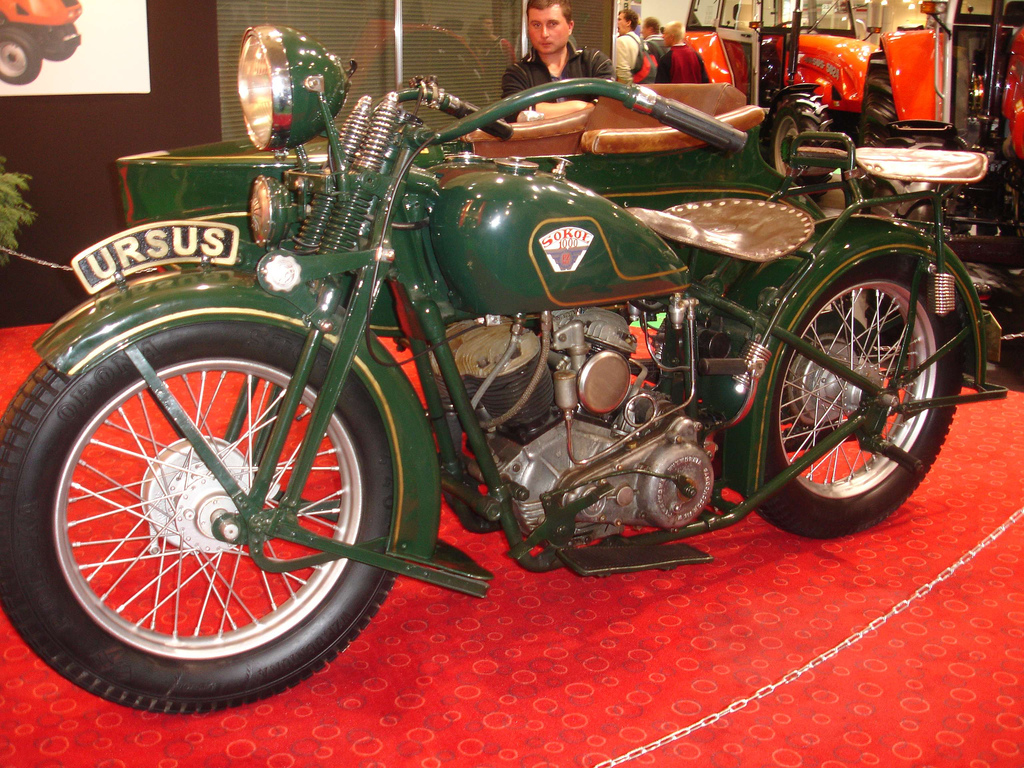
Sokol 1000

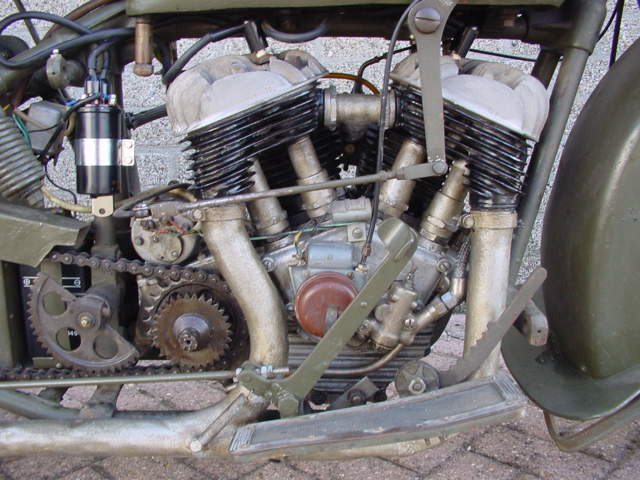
995cm³ Zweizylinder V-Motor einer Sokół 1000

Sokół ist eine Motorradmarke aus Polen, welche von 1934 bis 1939 in den „Państwowe Zakłady Inżynieryjne“ und von 1947 bis 1950 in den „Państwowe Zakłady Samochodowe nr 2“ in Warschau produziert wurde. Der polnische Name Sokół bedeutet „Falke“.

## Beschreibung
Das erste Modell war die Sokol 600 RT, gefolgt vom 1936 erschienenen Modell Sokol 1000. Die Modelle Sokol 1000 und 600 waren die bekanntesten Motorräder Polens der Vorkriegszeit. Sie waren auch Grundausstattung beim polnischen Militär. Noch vor dem Krieg wurde das Modell Sokol 200 eingeführt, welches aber, aufgrund des deutschen Überfalls, nur in einer sehr geringen Stückzahl gebaut wurde. Nach dem Krieg gab es dann nur noch die leichte Sokół 125. Die Tatsache, dass die Maschinen hauptsächlich für die Armee gebaut wurden, ist dafür verantwortlich, dass die Maschinen so schwer und verlässlich waren. Auch ein Kaltstart bei - 40 °C war möglich, denn dafür waren spezielle Ventile vorgesehen, durch welche man mit Hilfe eines Injektors Kraftstoff direkt in den Zylinder pumpen konnte. Eine weitere Besonderheit ist der Gasgriff auf der linken Seite. Da die Armee das Motorrad im Seitenwagenbetrieb nutzte, wurde diese Lösung für besser geeignet gehalten. Auf der rechten Seite war die Zündungssteuerung angebracht.
Der leitende Konstrukteur war Ingenieur Zygmunt Okołów. Es wurden bis 1939 ca. 3400 Stück produziert und der Preis von 4200 zł entsprach dem eines Kleinwagens.

## Modelle
- Sokół 1000 M111
- Sokół 600 RT M211
- Sokół 500 M311
- Sokół 200 M411
- Sokół 125

## Technische Daten Sokół 1000
Motor:
- Typ: luftgekühlter Viertakt-Zweizylindermotor V-45°, Seitenventiler
- Hubraum: 995 cm³; Bohrung × Hub: 83 × 92
- Verdichtung: 5:1
- Leistung: 16 kW bei 4000/min
- Vergaser: Zenith MC 22
- Getriebe: 3 Gänge per Hand schaltbar

Fahrgestell:
- Rahmen: Stahlrohrrahmen
- Gewicht: 270 kg

Elektrische Anlage:
- Lichtmaschine: Bosch RD oder Era RD 6V 45W
- Zündung: Bosch